# Старомакарово
Старомака́рово (баш. Иҫке Маҡар) — деревня в Меселинском сельсовете Аургазинского района Республики Башкортостан.
С 2005 современный статус.

## География
Расстояние до:
- районного центра (Толбазы): 15 км
- центра сельсовета (Месели): 5 км
- ближайшей ж/д станции (Стерлитамак): 35 км

## История
Мордовская деревня Макарово основана по договору 1785 года о припуске мордовскими крестьянами на вотчинных землях башкир Миркит-Минской волости Стерлитамакского уезда под названием Макарово (по имени первопоселенца Макара Алексеева [1719—1816]).
Известны имена его сыновей: Михаил (сослан на поселение), Андрей, Николай, Гаврил (в 1806 году отданы в рекруты), Егор (остался в д. Макарово). 5-я ревизия (1795 г.) эту деревню зафиксировала как деревню новокрещенной мордвы Камбулякова (НАРБ И-138 оп.2 д.53 лл.197-204), по 6-й ревизии (1811 г.) показана населением почти 400 человек (дело 105). В 1834 году население Макарово состояло из новокрещенной мордвы 269 мужского и 291 человека женского пола. К 1902 году в 162 дворах проживало 1200 человек. Население занималось пчеловодством, земледелием, лесным промыслом.
В столыпинские времена часть населения переселилась в южные волости Уфимской губернии, в Ново-Макарово, Гурьяновку, Матвеевку.
В 1870 году была построена православная церковь Михайло-Архангельской Уфимской Епархии Стерлитамакского уезда.
В 1874 году в деревне была открыта русско-мордовская школа, но ввиду малочисленности детей (всего 4 ученика) перевели в д. Наумкино. В 1877 году вновь открыли школу, но теперь на содержание земства, и она называлась Макаровская школа 1 ступени.
В 1895 году открыт фельдшерско-акушерский пункт. Д. Старомакарово примечательна тем, что в этом селе в первой половине 20 века жила и работала фельдшером Мария Степановна Деренкова (27.05.1866—19.11.1931). Персонаж произведения А. М. Горького «Мои университеты».
Алексей Пешков, будущий писатель М. Горький, встретил Марию Деренкову в пору юности. В свои юные годы Маша вместе с отцом и братом жили в Казани. В те же годы в Казань прибыл 16-летним пареньком Алексей Пешков. Максим Горький с ней познакомился на студенческих сходках. От преследования полиции она уехала в Башкирию. Главный врач уезда направил её работать в д. Макарово. При первой же встрече Маша произвела на будущего писателя сильное впечатление. Она стала прототипом героини книги Горького «Мои университеты» (1923 г.). Ей посвящено немало искренних теплых слов: «У косяка двери в кухню стояла девушка, одетая в белое… Она была похожа на ангела…, со всеми говорила ласково…, смеялась тихим тающим смехом…». Маша окончила в Казани акушерские курсы.
Деренкова М. С. 40 лет проработала в Башкирии, где не только в глубинке лечила простых людей, но и делила с ними житейские трудности. Многие жители окрестных деревень обязаны были своим здоровьем и немало — жизнью Марии Степановне. Семейные предания из поколения в поколение хранили и сейчас хранят благодарную память о том, как «фельдшерица из Макарово» лечила кого-то из дедов и прадедов.
В 1913 году в селе построено здание земской больницы, где Деренкова работала вместе с первым женским врачом Марьяной Резяповой. Мария Степановна работала не только фельдшерицей, но и выполняла обязанности врача. Президиум Башкирского ЦИКа 6 марта 1929 года за самоотверженный труд присвоил ей звание «Героя Труда». Похоронена она на кладбище с. Макарово в 1931 году. Среди односельчан в окрестностях селения она пользовалась таким авторитетом, что при похоронах её люди образовали живой коридор от дома до могилы и не несли гроб с телом покойной, а передавали его из рук в руки.
Лишь многие годы спустя М. Горький узнал, что она жива, и начал разыскивать, но поздно. В 1931 году врач Мишенин сообщил Горькому: «Макаровская фельдшерица-акушерка Мария Д. скончалась».
В 1913 году в д. Макарово построено типовое здание земской школы. В 1972 году построено новое типовое здание школы 180 мест, которая была закрыта в 1992 году.
После Октябрьской революции д. Макарово была центром Ишпаровского волисполкома.
В состав волисполкома входили 12 человек:
1. Иванов Филипп Николаевич — председатель, из д. Манеево;
2. Васильев Александр Елизарович-военком, из д. Манеево;
3. Данилов-начальник милиции, из Таштамака;
4. Васильев Александр — секретарь партячейки;
5. Осипов Петр Капитонович-делопроизводитель, из д. Манеево;
6. Николаев Николай — член волисполкома, из д. Наумкино;
7. Павлов Сергей — член волисполкома, из Николохуторянска;
8. Демчук — член волисполкома, из д. Софиполь;
9. Семенов Прокопий — член волисполкома, из д. Манеево;
10. Макаров Леонтий — член волисполкома, из д. Макарово;
11. Ефимов Кузьма Емельянович — член из партии эсеров, бывший офицер, писарь земского начальника;
12. Бочаров — член из партии эсеров, бывший офицер.

В 1927 году 4 ноября в д. Макарово создали комсомольскую ячейку, ответственным секретарем был Бочатов.
В 1928 году в Макаровской мордовской школе 2 ступени была создана комсомольская организация с 27 членами ВЛКСМ. Ответственным секретарем был Романов Дмитрий Захарович из д. Ишпарсово.
В 1929—1931 годах 2 колхоза: «1 Мая» и «7 Ноября», которые в 50 годы объединились в колхоз им. М.Горького, а потом переименовали в колхоз «Дружба». Председателями колхоза были Собачкин Василий и Дрыгин Кузьма Никитович.
В 1936 году была создана Шланлинская МТС, в колхозах «1 Мая» и «7 Ноября» первыми трактористами были 13 человек, на трех тракторах СТЗ:
1. Дрыгин Леонтий Н. 1909 г. р.;
2. Губернаторов Тимофей Н. 1910 г. р.;
3. Вдовин Анисим Н. 1915 г. р.;
4. Бочаров Егор И. 1914 г. р.;
5. Бочаров Яков В. 1913 г. р.;
6. Салмин Михаил А. 1915 г. р.;
7. Вдовин Лев П. 1912 г. р.;
8. Кузнецов Лев Е. 1910 г. р.;
9. Губернаторов Иван Т. 1910 г. р.;
10. Славченков Григорий П. 1910 г. р.;
11. Дрыгин Данил А. 1910 г. р.;
12. Бочаров Петр Г. 1912 г. р.;
13. Капустин Николай 1915 г. р.

В годы ВОВ на полях работали женщины-трактористы:
1. Нуйкина Анастасия Ивановна, 1924 г. р.;
2. Славченкова Екатерина Дмитриевна, 1925 г. р.;
3. Галактионова Елена Григорьевна, 1924 г. р.

В 1946—1955 годах в колхозе работали 12 трактористов и водителей, в 1980—1990 годах 24 тракториста и водителей.
Не обошла стороной д. Старомакарово Великая Отечественная война. 134 мужчины ушли воевать за Родину, из которых вернулись домой только 53.
В 1964 году по просьбе членов колхоза колхоз «Дружба» присоединился к колхозу им. Мичурина. Образовалась 4 бригада колхоза им. Мичурина. Здесь силами колхоза были построены восьмилетняя школа, ФАП, сельский клуб, сельский магазин. Построено типовое, современное здание молочно-товарной фермы, машинно-тракторный парк. Были асфальтированы подъездные пути к МТФ и машинно-тракторному парку. Кипела жизнь по вечерам в сельском клубе, рождались дети и учились в своей местной школе, люди шли на работу на поля и на ферму. Не хватит страниц, чтобы написать про героический труд женщин и мужчин, которые работали на родной земле.
В 1980 годы больницу перевели в с. Месели, в печальные 90 годы закрыли школу и клуб, МТФ, опустел машинно-тракторный парк, пришли в негодность уличные дороги.
Деревня Старомакарово находится в живописном месте, здесь есть озера, леса, прекрасные луга и плодородная земля. Расположена деревня в трех километрах от автомобильной дороги федерального значения Уфа-Оренбург, между двумя большими городами Стерлитамак и Уфа. До самой деревни асфальтированная дорога.
На 01.01.2015 года в д. Старомакарово проживает 166 человек. Каждый день на школьном автобусе ездят учиться в школу с. Месели 10 учеников.
В 2007 году родился здесь мальчик, которого назвали в честь основателя д. Старомакарово Макаром. Сегодня жители живут и верят, что их деревня возродится, появятся новые дома, благоустроенные дороги, голоса детей.
Основные рода Старомакарово: Абрамовы, Андямовы, Бочаровы, Вдовины, Гавриловы, Дрыгины, Золотарёвы, Кузнецовы, Лепешкины, Нуйкины, Оскины, Полушкины, Покшубины, Салмины, Славченковы, Яковлевы, небольшие вкрапления Пузырёвых, Ивакаевых, Трошкиных, Карюгиных. Сейчас уроженцев Старомакарово и их наследников можно встретить во всех уголках России от Камчатки до Калининграда и многих странах СНГ и дальнего зарубежья
Статус деревня, сельского населённого пункта, посёлок получил согласно Закону Республики Башкортостан от 20 июля 2005 года N 211-з «О внесении изменений в административно-территориальное устройство Республики Башкортостан в связи с образованием, объединением, упразднением и изменением статуса населенных пунктов, переносом административных центров», ст.1:

6. Изменить статус следующих населенных пунктов, установив тип поселения — деревня:

5) в Аургазинском районе:…

я8) села Старомакарово Меселинского сельсовета

## Население
| 2002 | 2009 | 2010 |
| ---- | ---- | ---- |
| 203  | ↘174 | ↘172 |

Национальный состав
Согласно переписи 2002 года, преобладающая национальность — эрзяне (мордвины [31 %], мордовцы [52 %]).